# COVID-19疫苗接種預約系統
COVID-19疫苗接種預約系統為台灣行政院政務委員唐鳳與疾管署研究結合現有相關系統研發而成。主要是為了更有效管理台灣嚴重特殊傳染性肺炎疫情疫苗施打與提升民眾便利度而開發，避免民眾應不必要的排隊與群聚增加染疫風險。

## 規劃歷程

### 2021年5月
26日，行政院長蘇貞昌於本日疫情會議中表示會請疾管署與行政院政務委員唐鳳研究結合現有的相關系統。

31日，行政院長蘇貞昌請行政院政務委員唐鳳加速完成疫苗預約平台的設計與測試，目前規劃將以「健保快易通」APP為基礎，並已完成初步設計，但還需進行相關測試。

### 2021年6月
1日，中華民國總統蔡英文與唐鳳報告當前疫苗接種預約平台的設計和測試進度，並交換系統優化意見。

3日，「疫苗接種預約平台」已在健保快易通APP加入免疫接種的相關功能，另外將製造專門網站提供預約，預計將於6月中上線。

9日，「疫苗接種預約平台」何時正式啟用，行政院官員表示將視疫苗抵台的情況。並規劃「疫苗接種預約平台」為某一週有大規模疫苗可施打時，前一週可先行預約。

16日，外電報導，南韓有疫苗地圖平台，可提供給民眾預約接種疫苗，並讓每天剩餘的疫苗公開在平台上。為此陳時中表示「疫苗地圖一定會有，行政院政務委員唐鳳有相當的規劃」。

17日，行政院發言人羅秉成表示，唐鳳所協助設計的疫苗接種預約平台，需看疫苗當前輸入數量，並與疫情指揮中心所規定的類型、優先施打順序配合。因此，待疫苗打到一個階段後，開放給「不特定、一般大眾」施打時才會運用這套預約系統。

### 2021年7月
3日，林豐裕透露，中央疫苗預約系統據了解當前正在執行封閉性測試中。
6日，疫苗接種預約系統上線試辦，第一階段系統測試將在7月6日至9日於金門、連江、澎湖離島三縣市，若測試成功，預計最快會在15日供全國民眾使用。

8日，唐鳳表示系統試辦相當順利，因此預約系統已於8日上午10點正式上線。

## 評論

### 正面評論
2021年7月24日民進黨立委管碧玲於個人粉絲專頁中PO文表示「唐鳳的平台全國用得很順暢，我也很肯定。」。

### 負面評論
2021年6月26日，由於中央暫無讓「疫苗預約系統」提早上線的規劃，而「疫苗地圖」則於日前上線。對此，台北市長柯文哲說 :「如果真的超前部署，有1年這麼多的時間，為什麼不一開始就拿出來用？」並表示「北市原則上還是用目前的系統，中央的系統就看試用結果再說吧。」。

2021年7月14日，中央疫苗接種預約平台13日上午開放含92年前出生民眾進行意願登記，但卻因為同時以簡訊通知可預約者上網登記，而導致網路流量超過前端閘道負載，系統無法運作。許多民眾表示在該平台進行預約時系統大當機，也有部分民眾表示「政府系統每次都這樣」、「政府系統老是出包」。就連國民黨立委鄭麗文表示，「連疫苗預約系統都會當機，笑掉人大牙，隨便坊間工程師都比唐鳳強好幾百倍。」。